# Rob Rensenbrink
Rob Rensenbrink, all'anagrafe Pieter Robert Rensenbrink (Amsterdam, 3 luglio 1947 – Amsterdam, 24 gennaio 2020), è stato un calciatore olandese, di ruolo attaccante.
Ala sinistra dalle notevoli qualità tecniche e atletiche, fece parte della famosa nazionale di calcio olandese degli anni settanta che rivoluzionò il football praticando il cosiddetto calcio totale pur venendo sconfitta nelle finali del campionato mondiale del 1974 e del 1978. È il primatista di gol (33) con la maglia dell'Anderlecht nelle competizioni UEFA per club.

## Biografia
Rob Rensenbrink è morto a 72 anni, il 24 gennaio del 2020, di atrofia muscolare progressiva.

## Caratteristiche tecniche
Giocava normalmente in posizione di ala sinistra.
Diventa fulcro della Nazionale di calcio dei Paesi Bassi nel 1974, ma soprattutto nel 1978, in cui la squadra, orfana di Johan Cruijff, divenne perno della nazionale contribuendo a numerosi assist e segnando 5 gol nella competizione Argentina 1978.

## Carriera

### Club
Fa il suo esordio in prima squadra con la maglia di una squadra della sua città natale, il DWS di Amsterdam, nella Eredivisie 1965-1966. Nel 1969 si trasferisce quindi in Belgio, nel Club Bruges, con cui conquista subito la Coppa nazionale.
Nel 1971 avviene però il trasferimento nel club nel quale si consacrerà definitivamente e che lo eleggerà nel 2008 miglior giocatore della sua storia, l'Anderlecht. Con i biancomalva vince infatti due titoli belgi, quattro Coppe del Belgio, due Coppe delle Coppe e altrettante Supercoppe UEFA. A livello personale è invece capocannoniere nel campionato I 1972-1973 e nella Coppa delle Coppe 1975-1976; qui realizza anche una doppietta nella finale di Bruxelles, vinta 4-2 contro il West Ham Utd. Con 25 reti complessive risulta anche essere il miglior marcatore di tutti i tempi di questa manifestazione.
Rensenbrink lascia il Belgio nel 1980 per giocare un anno negli Stati Uniti con il Portland Timbers. Disputa poi l'ultima stagione in Francia nel Tolosa e si ritira nel 1982.

### Nazionale
Debutta in nazionale nel 1968, e poco dopo è uno dei pochi olandesi del calcio totale a vivere al di fuori del proprio paese: viene infatti convocato per il campionato del mondo 1974, dove si mette in luce come uno dei migliori calciatori. Salta una sola gara, quella contro la Svezia, peraltro l'unica che, finale a parte, gli olandesi non riescono a vincere, e segna anche un gol contro la Germania Est. Pur in precarie condizioni fisiche viene schierato ugualmente da Rinus Michels anche nella finale, poi persa 2-1 contro la Germania Ovest, venendo infatti sostituito nel secondo tempo.
Poco fortunata è la partecipazione al campionato d'Europa 1976, in cui l’Olanda a sorpresa viene eliminata in semifinale dalla Cecoslovacchia mancando così la possibilità di una clamorosa rivincita in finale contro la Germania; è invece il trascinatore della nazionale arancione che, nonostante l'assenza di Johan Cruijff, giunge  seconda al campionato del mondo 1978;  in questa edizione gioca tutte le partite, realizza una tripletta contro l'Iran e sigla anche lo storico gol numero 1000 nella storia dei Mondiali, quello nella sconfitta contro la Scozia. Va a segno anche contro l'Austria, ed è in campo anche nella finale contro l'Argentina. In questa partita, all'ultimo minuto e sul punteggio di 1-1, Rensenbrink colpisce clamorosamente il palo alla destra di Ubaldo Fillol, sfiorando il gol che avrebbe regalato il titolo alla nazionale arancione; dopo questa clamorosa occasione l'andamento della partita volge però a favore dei padroni di casa, che segnano altre due volte nei tempi supplementari. Rensenbrink peraltro non ha mai recriminato per questa occasione mancata: ritiene infatti che, data la posizione estremamente angolata da cui sferrò il tiro, fosse praticamente impossibile segnare. Secondo le sue stesse parole: er was geen kans, [quella palla] "non sarebbe mai potuta entrare".
Gioca l'ultima partita nel 1979, per un totale di 49 presenze e 14 gol.

## Palmarès

### Club

#### Competizioni nazionali
- Campionato belga: 2

Anderlecht: 1971-1972, 1973-1974
- Coppa del Belgio: 5

Club Bruges: 1969-1970
Anderlecht: 1971-1972, 1972-1973, 1974-1975, 1975-1976

#### Competizioni internazionali
- Coppa delle Coppe: 2

Anderlecht: 1975-1976, 1977-1978
- Supercoppa UEFA: 2

Anderlecht: 1976, 1978

### Individuale
- Capocannoniere della Coppa delle Coppe: 1

1975-1976 (8 gol)
- Calciatore dell'anno del campionato belga: 1

1976
- Miglior realizzatore della storia della Coppa delle Coppe (25 reti complessive)[6]